# Wayne Hildred
Wayne Hildred (* 12. September 1955 in New Plymouth, Neuseeland) ist ein  ehemaliger neuseeländisch-australischer Radrennfahrer.
Wayne Hildred wurde in Neuseeland geboren und zog im Alter von 23 Jahren nach Australien. Dort kam er in Victoria  mit dem Radrennsport auf Bahn und Straße in Berührung. Nachdem er mehrere Rennen in Australien gewonnen hatte, darunter 1981 mit Paul Medhurst das Sechstagerennen von Launceston, erhielt er im Sommer desselben Jahres einen Vertrag bei dem belgischen Rennstall Boule d'Or, bei dem unter anderen auch der Straßen-Weltmeister Freddy Maertens fuhr.
1982 und 1986 wurde Hildred australischer Meister im Straßenrennen, 1983 gewann er das Rennen The Examiner Tour of the North, einem Vorläufer der Tasmanien-Rundfahrt. 1987 wurde er nochmals australischer Vize-Meister, dann beendete er seine aktive Radsportkarriere.
Anschließend arbeitete Wayne Hildred in Woodonga für Mars. 2005, fast 20 Jahre, nachdem er nicht mehr Fahrrad gefahren war, nahm er zwölf Kilogramm ab und begann, in der Masters-Klasse wieder Rennen zu bestreiten. Bei den 2006 New Zealand Masters Games in Dunedin gewann er zwei Gold- und eine Silbermedaille.  2011 eröffnete er gemeinsam mit seiner zweiten Frau in Bright das Café Velo, organisiert Fahrten und Camps.